# インセル

インセル（英語: incel）とは、主にインターネット上に存在するコミュニティで、自らを「異性との交際や性的関係が長期間なく、結婚を諦めた結果としての独身」と定義し、女性蔑視（ミソジニー）的言動を特徴とする集団の構成員（主に若年層の白人男性、異性愛者）を指す語である。「"involuntary"（不本意な）」と「"celibate"（禁欲）」を組み合わせた混成語であり、そのような状態を「インセルダム（inceldom）」とも呼ぶ。日本語では「不本意の禁欲主義者」「非自発的独身者」などと訳される。
インセル・コミュニティでは、憤怒や怨恨、ミソジニー（女性嫌悪）、人間不信、自己憐憫、人種差別、セックスに対する権利意識、女性や性的強者への暴力の是認などが特徴的な論点となっている。アメリカの「南部貧困法律センター」（SPLC）はインセルをヘイトグループの一つに分類しており、「インターネット上の男性優位主義者の生態系の一部」と位置付けている。
インセルを自称または推定される人物による無差別殺傷事件は、少なくとも11件知られており、犠牲者は67人に上る（後述）。インセルのコミュニティは、メディアや研究者によって、「女性蔑視主義者であり、暴力を助長し、過激な思想を流布して参加者を扇情している」として批判されている。

## 思想
インセルは、セックスや性的魅力をめぐる競争は生まれたときから公正ではなく、それを認識しているのは自分たちだけだという、「レッドピル（赤い錠剤）」または「ブラックピル（黒い錠剤）」と呼ばれる理論を崇拝している。
多くのインセルは、自分たちが遺伝子のくじ引きの負け組で、為す術がないと考えている。また自分たちをポリティカル・コレクトネスによって不当な中傷を受けている少数派だと考えている。
インセルのコミュニティでは、性的魅力がある男性たちのことをチャド (chad)、チャドばかりを選ぶ性的魅力がある女性たちのことをステイシー (stacy) と呼び、敵視している。この2つの語はいずれも4chan発祥である。

## 歴史
インセルという言葉は、パートナーがいない男女を支援する目的でウェブサイトを立ち上げたカナダ人女性によって考案された。その後、インターネット上に集う女性蔑視主義者を指すものとして使われるようになった。
インセルは、Redditや4chanなどのウェブサイトで、フェミニストへの攻撃、女性差別、人種差別、同性愛差別などの投稿をおこなっている。極端な場合、彼らの間では、パートナーがいる女性を暴力や強姦で「罰する」ことが奨励されている。インセルのために作られたウェブサイトに対して、「暴力的なコンテンツの温床となっている」といった批判が寄せられている。

## 事件
インセルを標榜したテロが北米を中心にすでに起こっている。2014年5月にカリフォルニア州で、インセルを自認するエリオット・ロジャーが銃を乱射して6人を殺害した。ロジャーは女性たちへの復讐を謳う文章をネットに書き込んでいた。これ以後、インセルのコミュニティでロジャーは英雄視されるようになった。
その後もインセルを標榜したテロが続き、例えば2015年10月にオレゴン州の短大で26歳の学生が9人を殺害したあげく自殺した事件、2017年12月にニューメキシコ州の高校で2人が殺され犯人も自殺した事件、2018年2月にフロリダ州の高校での17人が殺害された銃乱射事件、2018年の4月にカナダのトロントの路上でレンタカーが通行人に突っ込み10名を殺害した事件などがある。犯人たちはいずれも、エリオット・ロジャーを賞賛する書き込みをネットにしていたか、あるいは犯行声明に残していた。
インセルであると自称または推定されている男による事件として、少なくとも以下のものが知られている。詳細についてはIncelが詳しい。なお、自殺・負傷した容疑者は人数に含んでいない。
| 発生日        | 発生地   | 発生地       | 死亡 | 負傷 | 備考・参照記事                                     |
| ------------- | -------- | ------------ | ---- | ---- | -------------------------------------------------- |
| 2009年8月4日  | アメリカ | ピッツバーグ | 3    | 9    | 2009年コーリアー・タウンシップ銃乱射事件           |
| 2014年5月23日 | アメリカ | アイラビスタ | 6    | 14   | 2014年アイラビスタ銃乱射事件                       |
| 2015年10月1日 | アメリカ | ローズバーグ | 10   | 約20 | アムクワ・コミュニティー・カレッジ銃撃事件         |
| 2016年7月31日 | カナダ   | エドモントン | 1    | 0    | [ 20 ]                                             |
| 2017年12月7日 | アメリカ | アズテック   | 2    | 0    | アズテック高校銃乱射事件                           |
| 2018年2月14日 | アメリカ | パークランド | 17   | 17   | マージョリー・ストーンマン・ダグラス高校銃乱射事件 |
| 2018年4月23日 | カナダ   | トロント     | 11   | 15   | 2018年トロント車両暴走事件                         |
| 2018年11月2日 | アメリカ | タラハシー   | 2    | 5    | 2018年タラハシー銃乱射事件                         |
| 2020年2月19日 | ドイツ   | ハーナウ     | 10   | 5    | ハーナウ銃乱射事件                                 |
| 2020年2月24日 | カナダ   | トロント     | 1    | 2    | トロントマチューテ襲撃事件                         |
| 2021年8月12日 | イギリス | プリマス     | 5    | 2    |                                                    |